# Minamiawaji
Minamiawaji è una città giapponese della prefettura di Hyōgo.